# Wybrzeże Kości Słoniowej na Letnich Igrzyskach Olimpijskich 1972
Wybrzeże Kości Słoniowej na Letnich Igrzyskach Olimpijskich 1972 reprezentowało 11 zawodników. Był to 3. start reprezentacji Wybrzeża Kości Słoniowej na letnich igrzyskach olimpijskich.

## Skład kadry

### Kajakarstwo

#### Mężczyźni
| Zawodnik                                    | Konkurencja | Eliminacje | Eliminacje | Repasaże | Repasaże | Półfinał | Półfinał | Finał | Finał   | Źródło |
| Zawodnik                                    | Konkurencja | Czas       | Pozycja    | Czas     | Pozycja  | Czas     | Pozycja  | Czas  | Pozycja | Źródło |
| ------------------------------------------- | ----------- | ---------- | ---------- | -------- | -------- | -------- | -------- | ----- | ------- | ------ |
| N'Gama                                      | K-1 1000 m  | 4:12.90    | 6.         | 4:02.28  | 3. (Q)   | 4:02.40  | 6.       | NQ    | NQ      | [ 1 ]  |
| Barthélemy Koffi Baugré Paul Gnamia M'Boule | K-2 1000 m  | 4:04.00    | 7.         | 3:54.03  | 4.       | NQ       | NQ       | NQ    | NQ      | [ 2 ]  |
| Daniel Sedji Mathieu Koffi M'Broh           | C-2 1000 m  | 4:38.91    | 8.         | 4:25.59  | 5.       | NQ       | NQ       | NQ    | NQ      | [ 3 ]  |

### Lekkoatletyka

#### Konkurencje biegowe

##### Mężczyźni
| Zawodnik                                                | Konkurencja | Eliminacje | Eliminacje | Ćwierćfinały | Ćwierćfinały | Półfinał | Półfinał | Finał | Finał   | Źródło |
| Zawodnik                                                | Konkurencja | Czas       | Pozycja    | Czas         | Pozycja      | Czas     | Pozycja  | Czas  | Pozycja | Źródło |
| ------------------------------------------------------- | ----------- | ---------- | ---------- | ------------ | ------------ | -------- | -------- | ----- | ------- | ------ |
| Kouakou Komenan                                         | 100 m       | 10.50      | 3. (Q)     | 10.60        | 3. (Q)       | 10.57    | 6.       | NQ    | NQ      | [ 4 ]  |
| Amadou Meïté                                            | 100 m       | 10.51      | 2. (Q)     | 10.52        | 4.           | NQ       | NQ       | NQ    | NQ      | [ 4 ]  |
| Simbara Maki                                            | 110 m ppł   | 14.59      | 7.         | —            | —            | NQ       | NQ       | NQ    | NQ      | [ 5 ]  |
| Kouakou Komenan Amadou Meïté Kouami N'Dri Gaoussou Koné | 4 × 100 m   | 39.81      | 5.         | —            | —            | NQ       | NQ       | NQ    | NQ      | [ 6 ]  |

#### Konkurencje techniczne

##### Mężczyźni
| Zawodnik          | Konkurencja    | Eliminacje | Eliminacje | Finał | Finał   | Źródło |
| Zawodnik          | Konkurencja    | Wynik      | Pozycja    | Wynik | Pozycja | Źródło |
| ----------------- | -------------- | ---------- | ---------- | ----- | ------- | ------ |
| Jacques Aye Abehi | Rzut oszczepem | 72,20 m    | 19.        | NQ    | NQ      | [ 7 ]  |